# Myotomys
Myotomys is een geslacht (biologie) van knaagdieren uit de Otomyinae dat voorkomt in Zuid-Afrika en Lesotho. Deze soorten worden meestal tot Otomys gerekend, maar enkele primitieve morfologische kenmerken en verschillende fylogenetische analyse geven een nauwere verwantschap met Parotomys aan, zodat Myotomys weer provisioneel als een apart geslacht wordt gezien. Een latere fylogenetische analyse van morfologische en biochemische gegevens geeft echter aan dat Myotomys parafyletisch is.
Er zijn twee soorten:
- Myotomys sloggetti (bergen van Lesotho en Zuidoost-Zuid-Afrika)
- Myotomys unisulcatus (Karroo en Namakwaland in Noord-Kaap en Oost-Kaap in Zuid-Afrika)